# Melitta latronis
Melitta latronis är en biart som beskrevs av Cockerell 1924. Melitta latronis ingår i släktet blomsterbin, och familjen sommarbin. Inga underarter finns listade i Catalogue of Life.